# Ice Cream Genius
Ice Cream Genius è il primo album in studio del cantante britannico Steve Hogarth, pubblicato nel 1997.

## Tracce
Testi e musiche di Steve Hogarth, eccetto dove indicato.
1. The Evening Shadows – 4:28
2. Really Like – 5:19
3. You Dinosaur Thing – 5:00
4. The Deep Water – 8:05
5. Cage – 7:02 (musica: Hogarth, Michael Hunter)
6. Until You Fall – 3:57
7. Better Dreams – 7:23
8. Nothing To Declare – 6:34

Traccia bonus nella versione americana
1. The Last Thing – 8:15 (musica: Richard Barbieri, Dave Gregory, Hogarth)